# Lopaš (Požega)
Lopaš (Servisch cyrillisch Лопаш) is een plaats in de Servische gemeente Požega. De plaats telt 571 inwoners (2002).